# Ceracia degeerioides
Ceracia degeerioides là một loài ruồi trong họ Tachinidae.